# Bjärsjölagård
Bjärsjölagård är en tätort i Sjöbo kommun i Skåne län.

## Etymologi
Byn har fått sitt namn från Bjärsjölagårds slott, som är en sammanskrivning av Bjärsjö och ladugård. Det gamla danska (skånska) namnet på slottet var Bjerröds Ladugård. 

## Historia
Bjärsjölagårds stationssamhälle i Östra Kärrstorps socken utvecklades efter tillkomsten av Ystad-Eslövs järnväg. År 1865 nådde den Bjärsjölagård och året därpå fullbordades järnvägen till Eslöv. År 1911 invigdes också järnvägslinjen Dalby-Harlösa-Bjärsjölagård, vilken var en sidolinje till Malmö-Simrishamns järnväg (MSJ). Avsikten med denna linje var att den skulle vara början till en ny järnvägslinje till Blekinge och av denna anledning byggdes ett nytt stationshus i Bjärsjölagård, eftersom denna ort då skulle bli en viktig järnvägsknut.
Detta projekt kunde dock aldrig förverkligas och Bjärsjölagård kunde av denna anledning ståta med ett kraftigt överdimensionerat stationshus. Sidolinjen Dalby-Bjärsjölagård blev i stället en mycket olönsam historia och persontrafiken på hela linjen nedlades 1955. Samtidigt nedlades godstrafiken Harlösa-Bjärsjölagård med undantag för bettransporterna som överlevde till året därpå. Huvudlinjen Ystad-Eslöv lades ned 1981, och Bjärsjölagård var därmed inte längre en järnvägsort.
Bjärsjölagård var mellan 1952 och 1970 centralort i då existerande Bjärsjölagårds landskommun.

### Befolkningsutveckling
| Befolkningsutvecklingen i Bjärsjölagård 1960–2020 | Befolkningsutvecklingen i Bjärsjölagård 1960–2020 | Befolkningsutvecklingen i Bjärsjölagård 1960–2020 | Befolkningsutvecklingen i Bjärsjölagård 1960–2020 | Befolkningsutvecklingen i Bjärsjölagård 1960–2020 |
| ------------------------------------------------- | ------------------------------------------------- | ------------------------------------------------- | ------------------------------------------------- | ------------------------------------------------- |
|                                                   |                                                   |                                                   |                                                   |                                                   |
| År                                                |                                                   |                                                   | Folkmängd                                         | Areal (ha)                                        |
| 1960                                              | 1960                                              |                                                   | 380                                               |                                                   |
| 1965                                              | 1965                                              |                                                   | 356                                               |                                                   |
| 1970                                              | 1970                                              |                                                   | 339                                               |                                                   |
| 1975                                              | 1975                                              |                                                   | 306                                               |                                                   |
| 1980                                              | 1980                                              |                                                   | 336                                               |                                                   |
| 1990                                              | 1990                                              |                                                   | 305                                               | 49                                                |
| 1995                                              | 1995                                              |                                                   | 308                                               | 49                                                |
| 2000                                              | 2000                                              |                                                   | 326                                               | 49                                                |
| 2005                                              | 2005                                              |                                                   | 311                                               | 49                                                |
| 2010                                              | 2010                                              |                                                   | 324                                               | 52                                                |
| 2015                                              | 2015                                              |                                                   | 351                                               | 74                                                |
| 2020                                              | 2020                                              |                                                   | 399                                               | 71                                                |
|                                                   |                                                   |                                                   |                                                   |                                                   |